# Hans Kones Mand
Hans Kones Mand er en dansk stumfilm fra 1922, der er instrueret af Lau Lauritzen Sr. efter manuskript af Valdemar Hansen og Alfred Kjerulf.

## Handling
Denne artikel mangler et handlingsreferat. Hjælp os med at skrive det.

## Medvirkende
- Oscar Stribolt - Nicolaysen, spækhøker
- Lily Jansen - Susse, spækhøkerens kone
- Lauritz Olsen - Pipo Fuglio, sanger
- Vera Lindstrøm - Pipos kone
- Carl Schenstrøm - En frier